# ГЕС Keeyask
ГЕС Keeyask — гідроелектростанція, що споруджується у канадській провінції Манітоба. Знаходячись між ГЕС Келсі (вище за течією) та ГЕС Кетл, входитиме до складу каскаду на річці Нельсон, яка дренує озеро Вінніпег та тече до Гудзонової затоки.
У районі станції річку перекриють комбінованою греблею, яка, зокрема, включатиме три кам'яно-накидні ділянки з непроникним земляним ядром загальною довжиною 2265 метрів та висотою 25 (північна), 28 (центральна) та 22 (південна) метрів. Ділянки розділятимуться машинним залом, а також призначеною для перепуску надлишкової води бетонною секцією із сімома шлюзами. Крім того, для утримання резервуара знадобляться допоміжні дамби загальною довжиною 23 км, зведення яких потребуватиме 2,7 млн м3 породи (на основну греблю піде 2,4 млн м3).
Водосховище станції витягнеться по долині річки на 42 км та первісно матиме площу поверхні 93 км2 і корисний об'єм 81,4 млн м3, що забезпечуватиметься коливанням рівня в операційному режимі між позначками 158 та 159 метрів НРМ. Протягом наступних 30 років унаслідок розмиву берегів площа сховища повинна збільшитись на 8 км2, а корисний об'єм — на 4 млн м3.
Машинний зал обладнають сімома пропелерними турбінами потужністю по 99,3 МВт, які забезпечуватимуть виробництво 4400 млн кВт·год електроенергії на рік. Враховуючи можливе коливання рівня поверхні у нижньому б'єфі (озеро Стефенс-Лейк) між позначками 139,2 та 141,1 метра, обладнання використовуватиме напір від 17 до 20 метрів (номінальний напір 18 метрів).
Введення станції в експлуатацію заплановане на 2021 рік.